# Phyllanthus rubriflorus
Phyllanthus rubriflorus là một loài thực vật có hoa trong họ Diệp hạ châu. Loài này được J.J.Sm. miêu tả khoa học đầu tiên năm 1912.